# Алат
Ала́т (узб. Олот, Olot) — місто в Узбекистані, центр Алатського району Бухарської області. Розташоване поблизу залізничної станції Алат -- на цій станції зупиняється лише пасажирський потяг Алат - Ташкент, який курсує лише по суботах та неділях. Населення 8857 мешканців (перепис 1989 року). Статус міста з 1982 року.